# Руис, Ричард
Ричард Руис Толедо (исп. Richard Ruiz Toledo; родился 11 января 1986 года в Чьяпас, Мексика) — мексиканский футболист, полузащитник клуба «Толука».

## Карьера
Руис начал свою карьеру в команде «Петролерос Саламанка», в 2006 году. На протяжении следующих трех сезонов он провел 83 встречи и забил 4 гола. В 2009 году Ричард перешёл в команду Лиги Ассенсо «Тихуану». 3 августа в матче против «Ла-Пьедада» он дебютировал за новую команду. Руис сразу завоевал место в основном составе команды. 28 февраля 2010 года в поединке против «Крус Асуль Идальго» он забил свой первый мяч за команду и помог ей одержать победу. В 2011 году Ричард помог своему клубу завоевать путевку в высший дивизион. 24 июля в поединке против «Монаркас Морелия» он дебютировал в Примере. 27 октября в матче против «Хагуарес Чьяпас» Руис забил свой первый мяч в высшем дивизионе мексиканского первенства.
В 2012 году в составе «Тихуаны» Руис стал чемпионом Апертуры. 20 февраля 2013 года в матче против колумбийского «Мильонариос» Ричард дебютировал в Кубке Либертадорес. В этом же поединке он забил победный гол.
Летом 2015 года Руис перешёл в «Крус Асуль». 26 июля в матче против «Монаркас Морелия» он дебютировал за новую команду. 13 августа в поединке против «Чьяпас» Ричард забил свой первый гол за «Крус Асуль».

## Достижения
Командные
 «Тихуана»
- Чемпионат Мексики по футболу — Апертура 2012